# Департамент ефективності уряду США
Департамент ефективності уряду (англ. Department of Government Efficiency, DOGE, вимовляється як /doʊdʒ/), офіційно іменований Тимчасова організація Служби DOGE США (англ. U.S. DOGE Service Temporary Organization) — тимчасовий федеральний орган, створений у рамках Служби DOGE США (раніше відомої як Служба цифрових технологій США). Незважаючи на свою назву (department — «міністерство»), не є міністерством на рівні Кабінету США, а входить до Виконавчого офісу Президента США. Організація була заснована указом президента Дональда Трампа 20 січня 2025 року із заявленою метою модернізації федеральних технологій і програмного забезпечення для максимального підвищення ефективності та результативності державного управління. DOGE відповідає за скорочення неефективних і шахрайських витрат федерального бюджету, усунення надлишкового регулювання та оптимізацію роботи державних органів. Діяльність організації запланована до 4 липня 2026 року.
Керівником DOGE наразі є підприємець Ілон Маск, якому було надано статус спеціального державного службовця для управління організацією. Штаб-квартира DOGE розташована в будівлі адміністративного офісу Ейзенхауера, там працює близько 20 співробітників. Додаткові команди DOGE впроваджено в різні федеральні агентства для контролю та реалізації заходів із підвищення ефективності.
Назва департаменту є бекронімом, що відсилає як до інтернет-мему «Доге», так і до криптовалюти Dogecoin, пов'язаної з мемом, що підтримується Маском.
З моменту свого створення DOGE стала об'єктом значних суперечок. Критики, включно з представниками Демократичної партії, звинувачують організацію в перевищенні повноважень, називаючи її дії «захопленням», «заморожуванням» або навіть «переворотом». Юристи наголошують на можливих порушеннях федерального законодавства, особливо в частині доступу до особистої та конфіденційної інформації. Практика DOGE з «ліквідації» агентств і перерозподілу коштів, затверджених Конгресом, була розкритикована як неконституційна, оскільки, на думку експертів, порушує статтю I Конституції США і може призвести до «конституційної кризи».

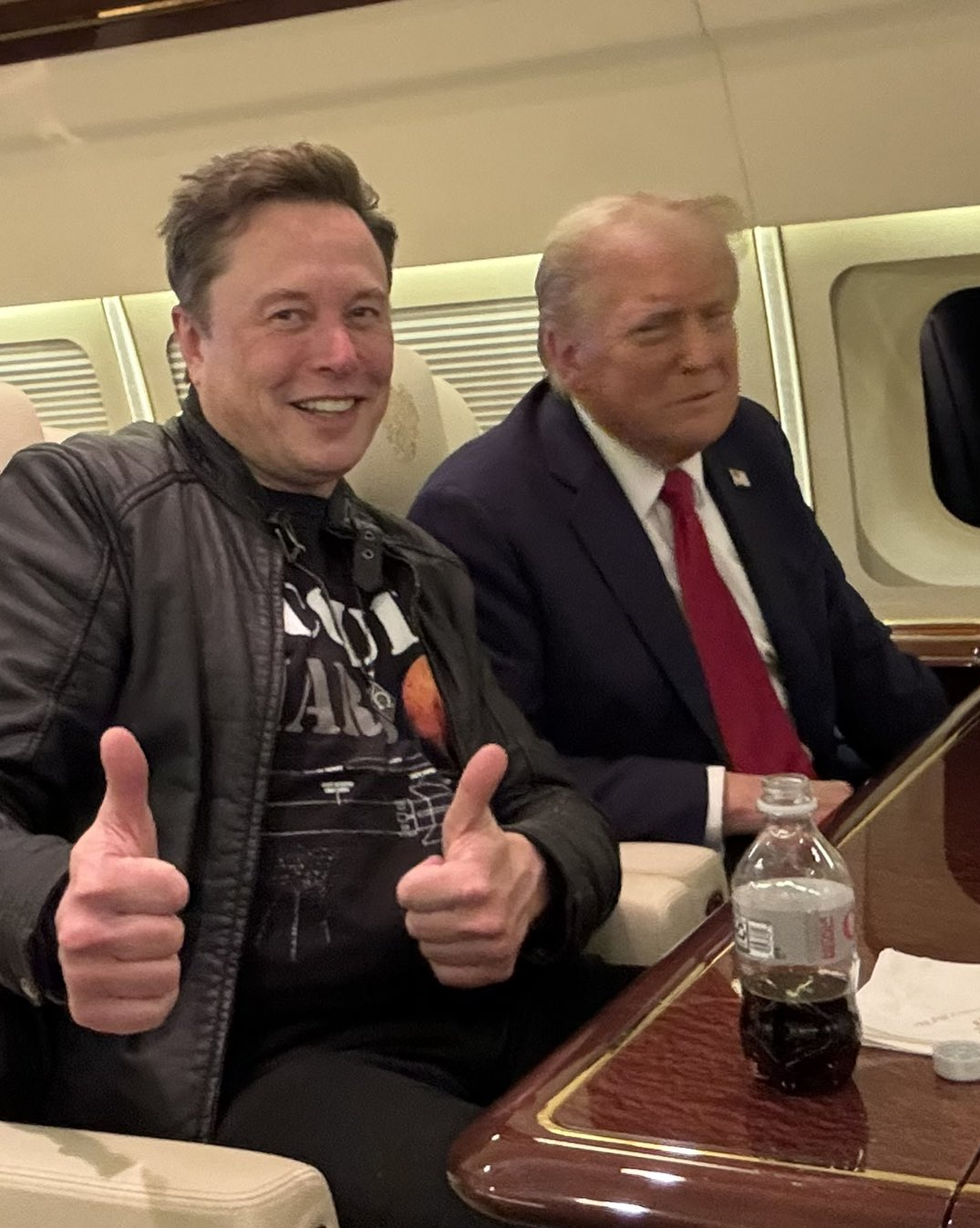
Ілон Маск (ліворуч) був призначений Дональдом Трампом (праворуч) головою DOGE.

У відповідь Білий дім і представники Республіканської партії захищають DOGE та її керівництво, стверджуючи, що організація діє в повній відповідності з федеральним законодавством. Вони підкреслюють, що зусилля DOGE необхідні для модернізації федерального уряду і забезпечення ефективного використання коштів платників податків.